# Vrbno pod Pradědem zastávka
Vrbno pod Pradědem zastávka – przystanek kolejowy we Vrbnie pod Pradědem, w kraju morawsko-śląskim, w Czechach. Leży na linii kolejowej nr 313.